# Csadzsangmjon
A jajangmyeon  (hangul: 자장면) vagy jjajangmyeon (hangul: 짜장면) egy Kínából átvett koreai tésztaétel, melyet zöldségekkel, felkockázott hússal és fekete bab pasztával készült szósszal szolgálnak fel. Az étel némely változatai tenger gyümölcseit is tartalmaznak.

## Név
Az étel megfelelő megnevezése körül kezdetben kisebb zavar jelent meg. A Jajang vagy jjajang a kínai zhájiàngmiàn (egyszerűsített kínai írással: 炸酱面) szóból származik, jelentése „sült szósz”. A Myeon (egyszerűsített kínai írással: 면) szó jelentése „tészta”. A kínai karaktereket jak (작; 炸) és jang (장; 醬) – ként ejtik koreaiul, de az ételt mégis jajangmyeonnak és nem jakjangmyeonnak ejtik, mivel eredetileg nem sino-koreai szó, hanem a kínai kiejtés átírása. Mivel a zhá kínai kiejtése inkább jja és nem ja -ként hangzik a koreaiak számára, az ételt jjajangmyeonként ismerik Dél-Koreában.
A koreai jajangmyeon (hangul: 자장면) szót tekintették az alapvető megnevezésnek, de sok koreai jjajangmyeon-ként (hangul: 짜장면) ejtette, mivel úgy könnyebb volt és jobban hangzott. Mára már mindkét szó elfogadott az étel szabványos megnevezésére. Sok éven át, 2011 augusztus 22-ig a Koreai Nyelv Nemzeti Szervezete (National Institute of Korean Language) nem ismerte el a jjajangmyeon szót, mint elfogadható átírást. Az ok, amiért a jjajangmyeon nem vált az általános megnevezéssé az idegen szavak fordítására vonatkozó, 1986-os, az Oktatási Minisztérium szerinti szabályokra vezethető vissza. Ezek szerint az idegen eredetű szavakat nem lenne szabad dupla mássalhangzókkal fordítani, kivéve néhányat, melyeknek használata már megalapozott. Később a jjajangmyeon megnevezés elfogadottá vált a másik változattal (jajangmyeon) együtt augusztus 31-én a Szabványos Koreai Nyelv Szótára (Standard Korean Language Dictionary) szerint is.

## Történet
A jajangmyeon gyökerei Santungba, egy észak-kínai provinciába vezethetők vissza. A 19. század végén, az első Sino-Japán háború idején néhány, a kínai santung tartományból érkező bevándorló kezdett el letelepedni Incshonban, Szöul egyik nyugati kikötő városában és az ő nyomukon megjelentek ott a kínai éttermek. Ez a hely mára már Incheon kínai negyedévé vált.
Érdekes módon van elég bizonyíték arra a megállapításra, miszerint 1905-ben egy, az incshoni kínai negyedben található, Gonghwachun-nak nevezett kínai étterem szolgált fel elsőként jajangmyeont. Ez az étel eredetileg Kína santungi vidékéről származik és a kínai zhajiangmian (炸醬麵) mintájára készült, ami szó szerint „sült szószos tésztát" jelent. A zhájiàngmiàn szintén abban az étteremben kezdte meg a fokozatos fejlődését, melynek során a jajangmyeon azzá a koreai étellé vált, amit ma ismerünk. Az eredeti változatot megédesítették karamellizált cukor valamint hagyma hozzáadásával, így az étel megfelelővé vált a koreaiak ízlésének és bekerült a koreai ételek közé. Az étterem ma a Jjajangmyeon múzeum.
De nem csak az íz az, ami a jajangmyeont jól fogadott étellé tette, az időzítés is számított. A jajangmyeon történelmi jelentőségét nézve nem is érkezhetett volna jobb időben. Amikor az étel színre lépett, egy új városiasodási és ipari hullám söpört végig egész Koreán. Továbbá mivel az étel jól illett Korea akkori gazdasági adottságaihoz, az épp jó helyen és időben jött, megalapozva ezzel vírus szerű terjedését, mely a továbbiakban bekövetkezett.
Az 1950-es és ’60-as években, a koreai háború után az emberek (az Egyesült Államokból kapott búzát használva tésztát készítettek és) elterjesztették a jajangmyeont Dél-Korea többi részén is. Abban az időben Dél-Korea még nagyon szegény ország volt. Egy tál jajangmyeon 15 dél-koreai vonba került, ami drágának számított, így akkoriban az emberek csak különleges alkalmakkor – mint például a születésnap, gyereknap vagy az érettségi – látogattak el kínai étterembe és ettek jajangmyeont.
Annak ellenére, hogy más ételekkel összehasonlítva mára már viszonylag olcsóvá vált a jajangmyeon ezt a hagyományt még ma is sok koreai családnál megfigyelhetjük. Ebben az értelemben a koreaiak számára a jajangmyeon nem csak egy finom étel, de értékes emlékeket is visszahoz.
Mára Dél-Koreában a kínai éttermeken kívül akár telefonon is rendelhetsz jajangmyeont és azt bárhova kézbesítik, ahova szeretnéd, (például a házhoz, a munkahelyedre, hotelba, más éttermekbe vagy akár a parkba is.) Így a jajangmyeon népszerű étellé vált a koreaiak között. Sok elfoglalt irodai és gyári dolgozó, tanuló választja ezt az ételt, ha szüksége van valami ennivalóra. A koreaiak több, mint 7 millió tál jajangmyeont esznek minden nap, és ez csak a Dél-Koreában élőkre vonatkozik, globálisan ez a szám jóval magasabb.
Ezzel szemben Kínában, az étel hazájában a jjajangmyeon nem volt igazán népszerű az elmúlt évszázadban. De ez gyorsan változik. A koreai kultúra globálisan növekvő népszerűsége és befolyása miatt az étel futótűzként terjed az egész világon. Ez kombinálva Kína gyors jóléti növekedésével csak táplálta ezt a tüzet és a jajangmyeon visszatért eredeti hazájába. Az igényeket nézve, ezt a hazatérést már régóta várták. A jajangmyeon egy évszázadon át tartó, körkörös vándorlása egy fontos csomópontot fejez ki Korea és Kína kulturális kapcsolatában. Ennek az egyszerű tésztaételnek a fejlődése az eredeti gyökereitől, a kínai zhájiàngmiàn-tól a koreai ízlésnek megfelelően kialakított jajangmyeonig, a két kultúra történelmi határosságát és az egymásra való hatását mutatja. Ezt látva a jajangmyeon, mint egy egymással megosztott kulturális ikon egy igazi középpontot mutat Korea és Kína kulturális történelmében.

## Elkészítése

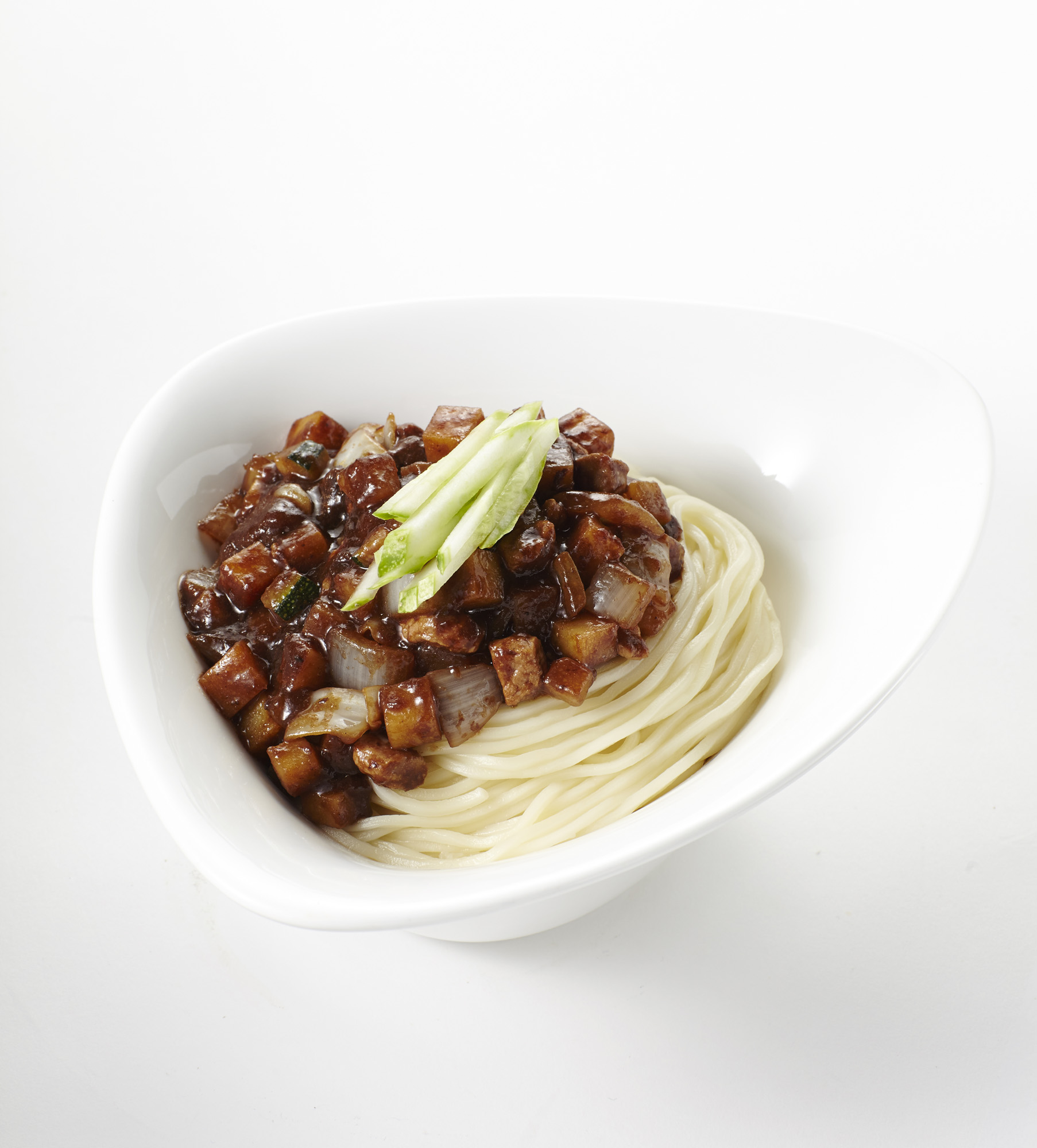
Jajangmyeon uborkával díszítve

A jajangmyeon elkészítéséhez vastag, kézzel vagy géppel készített tésztát használnak, ami búzalisztből, sóból, szódabikarbónából és vízből áll össze. A szósz, jajang sült chunjanggal, azaz fekete bab pasztával és más összetevőkkel, – mint például a szójaszósz (és/vagy osztriga szósz), hús (általában disznó, de néha marha), tenger gyümölcsei (általában tintahal és/vagy garnéla rák), ízesítők (mogyoróhagyma, gyömbér és fokhagyma), zöldségek (általában hagyma, krumpli, cukkini vagy koreai cukkini és káposzta), víz (vagy leves alap) és keményítő – készül. Amikor felszolgálják, általában apróra vágott uborka csíkokkal, főtt vagy sült tojással díszítik. Az ételt gyakran szolgálják fel savanyú retekkel danmuji (단무지), mely sárga színű és segít csökkenteni az étel zsírosságát, valamint felvágott, nyers hagymával és fekete bab pasztával a hagyma számára mártogatósnak. A szósz általában a tészta tetejére kerül és az emberek az evőpálcák segítségével keverik össze a tésztával evés előtt. A jajangmyeon nem egy csípős tésztaétel.

## Változatok
A jajangmyeonnak többféle változata is létezik, ilyen például a gan-jjajang, jaengban-jjajang, yuni-jjajang és a samseon-jjajang.
A gan-jjajang (간짜장) a jajangmyeon olyan változata, amely víz (vagy levesalap) és keményítő hozzáadása nélkül készül. A szótag „gan” (乾), a szó kínai kiejtéséből ered és szárazat jelent.
A jaengban-jjajang (쟁반짜장) az előfőzött tészta és szósz megpirításával készül wokban és tányéron szolgálják fel tál helyett. A jaengban tányért jelent koreaiul.
A yuni-jjajang (유니짜장) olyan jajangmyeon, ami darált hússal készül. A szó „yuni” a kínai ròuní (肉泥) szó koreai olvasatából származik és darált húst jelent. A yungni nem egy koreai szó és egyedül ennek az ételnek a megnevezésére használják. Valószínüleg a bevándorló kínaiaktól származik, akik a koreai olvasatot másként ejtették, mivel az valójában nehezére esik egy mandarin anyanyelvűnek.
A samseon-jjajang (삼선짜장) a jajangmyeon olyan változata, ami különböző tengeri származású hozzávalókat tartalmaz, mint például tintahal vagy kagyló. A samaeon szó, a kínai szó sānxiān (三鲜) koreai olvasatából származik és három friss hozzávalót jelent. Vannak még további változatok is. Például a samseon-gan-jjajang kombináció arra utal, hogy a tengergyümölcseivel készült étel víz hozzáadása nélkül készült.
A jjamppong egy népszerű koreai-kínai tésztaétel sertéshússal, tenger gyümölcseivel és zöldségekkel készítve. A sok természetes összetevő kombinációja egészséges egytálételt alkot erős ízekkel. A jjamppong (vagy jjambbong) egy csípős tésztaétel. Japánban, egy kínai étteremben készítették el elsőként sertés hússal, tenger gyümölcseivel és zöldségekkel egy gazdag lében. A hozzá használt tésztát általában még udon és jajangmyeon készítésére használják. A kínai-koreai főzésben használt udon nem ugyanaz, mint ami a japán udon, ami vastagabb és puhább.
Olyan ételek is léteznek, mint a jajang-bap, és jajang-tteok-bokki. A jajang-bap lényegében ugyanaz, mint a jajangmyeon, de tészta helyett rizzsel szolgálják fel. A jajang-tteok-bokki a ttokpokki egy olyan fajtája, ami a hagyományos csípős szósz helyett a jajang szószt használja.
Instant jajangmyeon termékek, mint a Chapagetti, Chacharoni, és Zha Wang a jajangmyeon olyan változatai, amelyek száraz tésztát, szárított zöldség darabokat tartalmaznak jajang porral keverve vagy folyékony szószt és kis adag vizet vagy olajat. Ugyanolyan módon készítik, mint az instant tésztát.

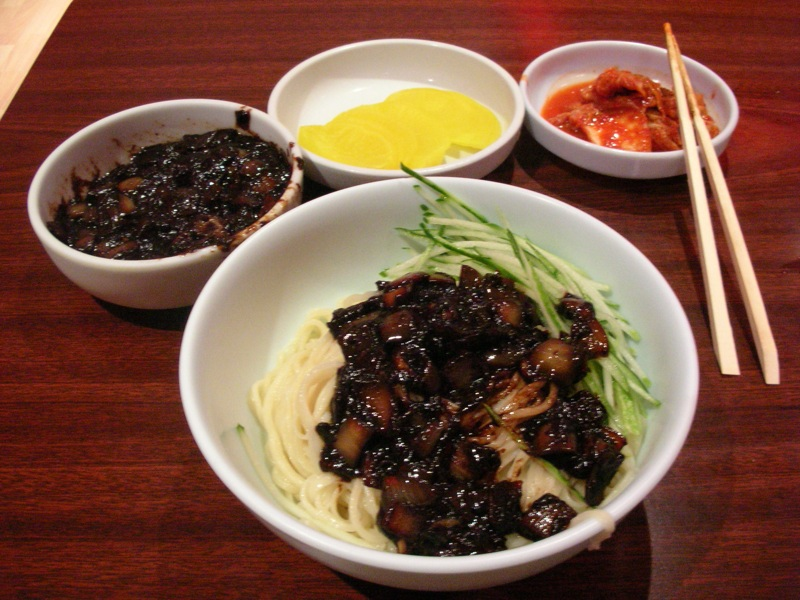
Gan-jjajang
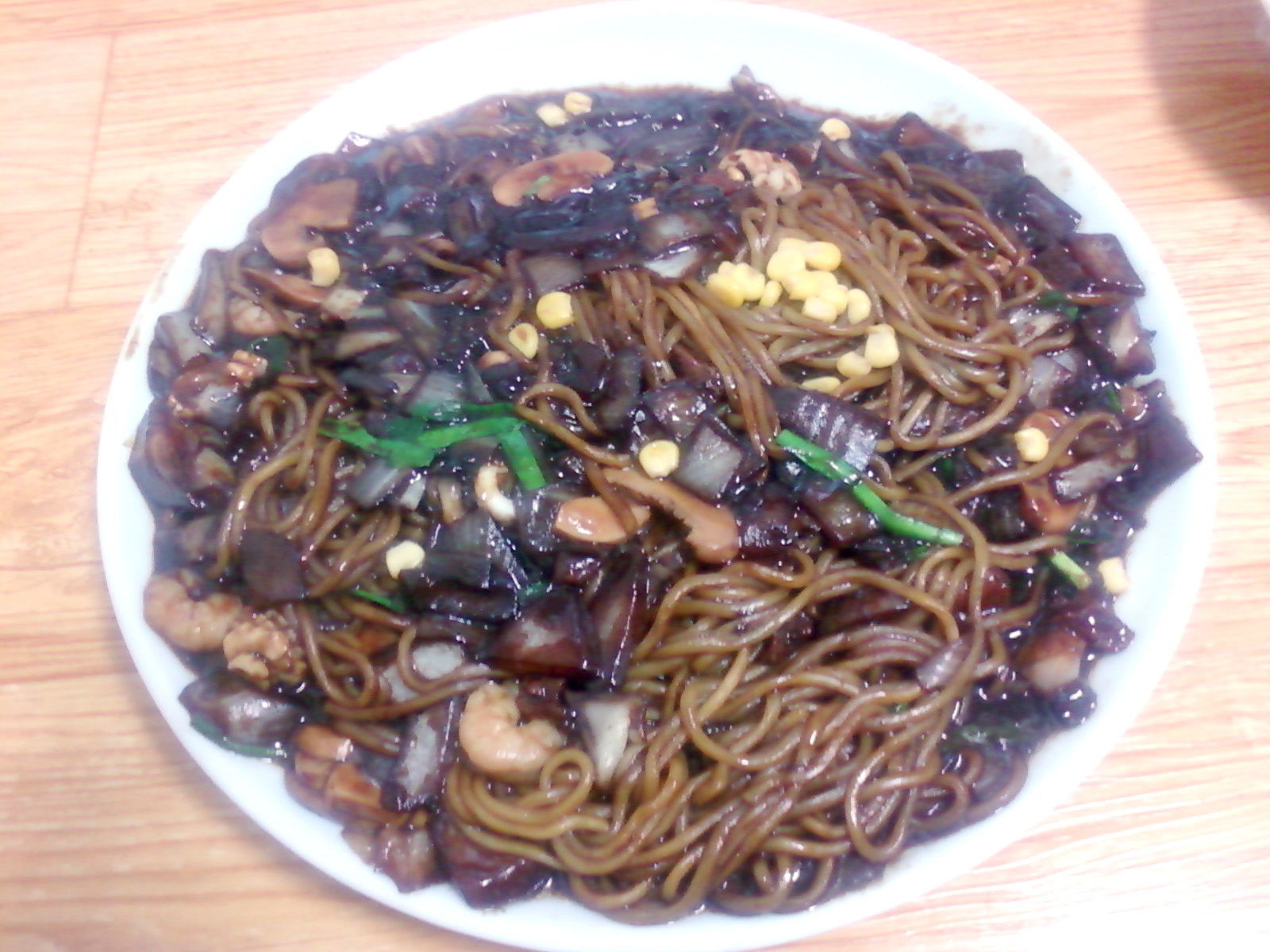
Jaengban-jjajang
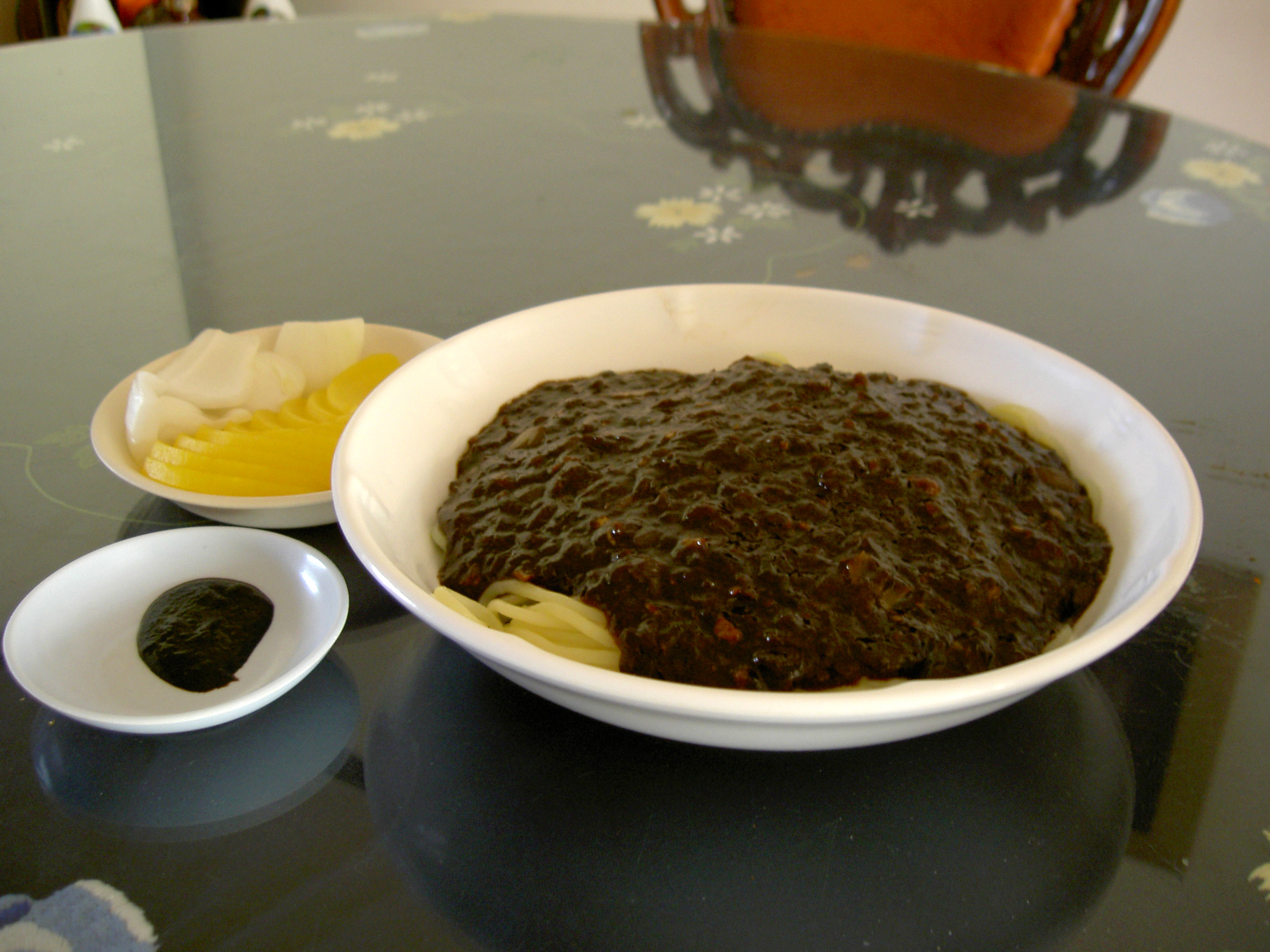
Yuni-jjajang
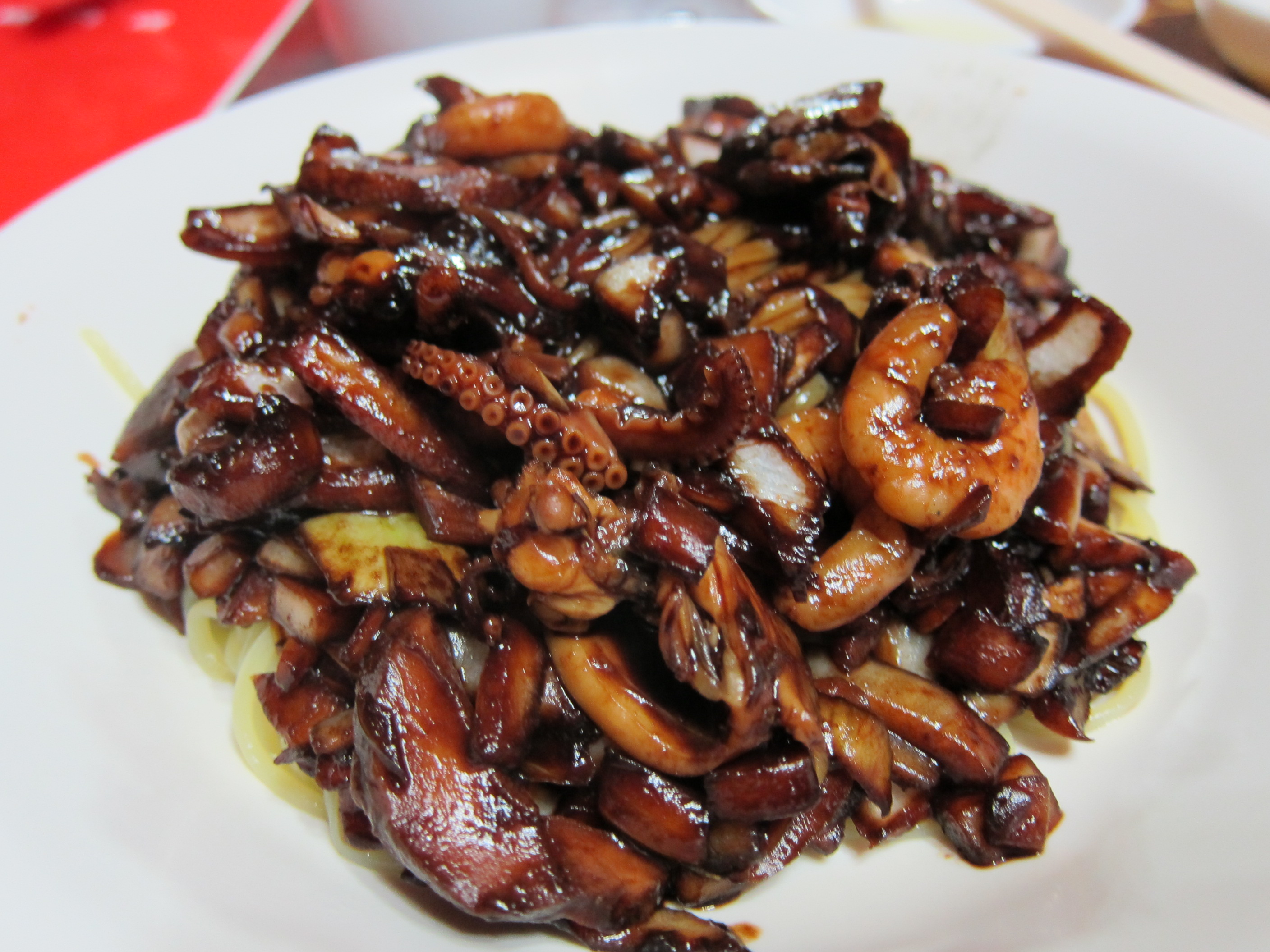
Samseon-gan-jjajang
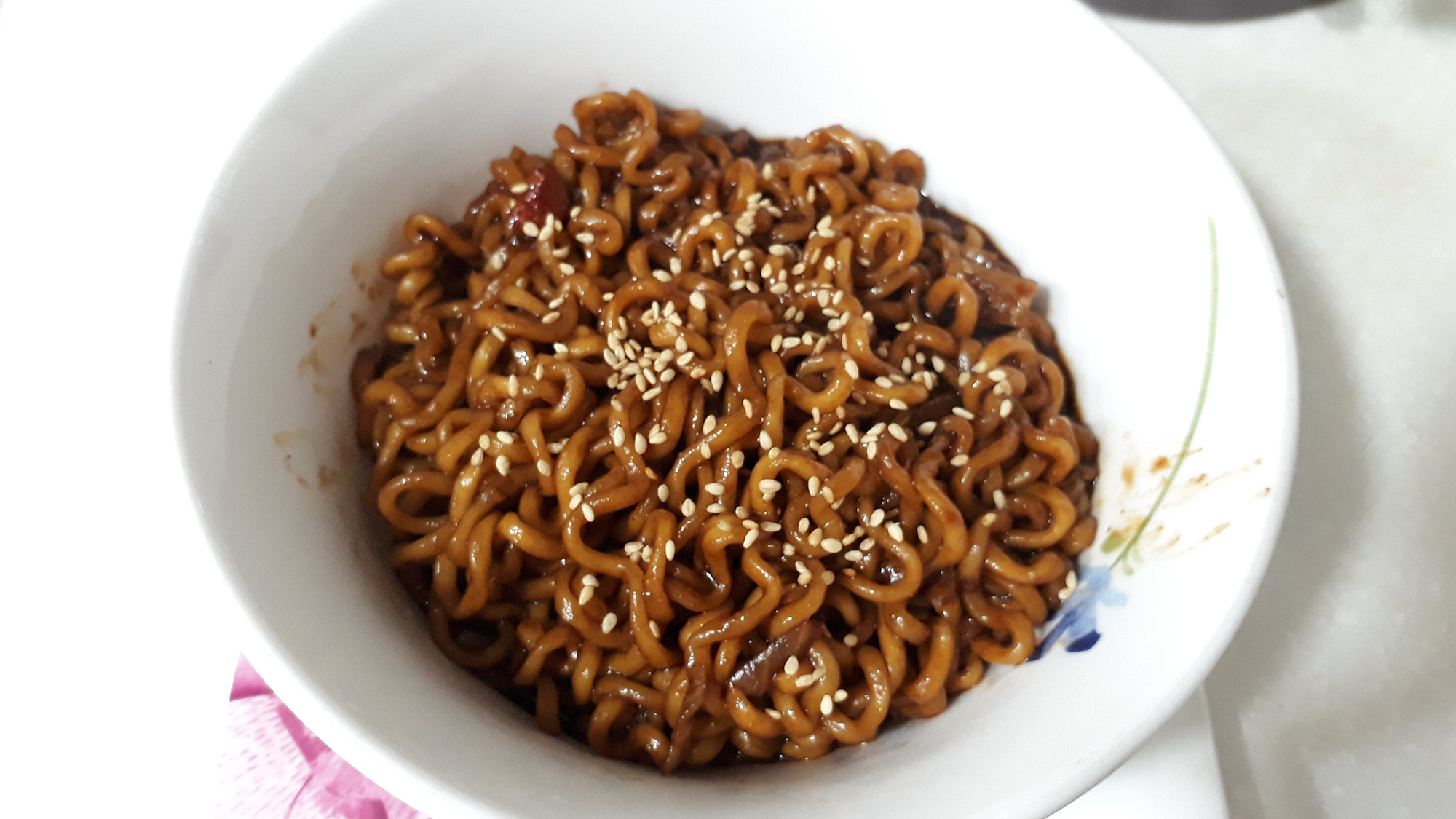
Ccsaphagethi

## Érdekességek
A Black Day vagy fekete nap egy nem hivatalos koreai ünnepnap, amit április 14-én tartanak minden évben, amit főként az egyedülállók „ünneplik”. Ez a nap összeköttetésben áll a Valentin nappal és az úgy nevezett Fehér nappal, amit március 14-én tartanak, és a férfiak viszonozzák a nőknek a Valentin-napon kapott ajándékot, valamilyen fehér édesség vagy fehér színű ajándék formájában. A Fekete napon az emberek, akik nem kaptak ajándékokat az előbb említett napokon, összegyűlnek és a sötét szószú jajangmyeont fogyasztják. Ez a nap speciálisan a szingli emberek számára létezik.

### Megjelenése a popkultúrában
A jajangmyeon gyakran megjelenik a koreai TV sorozatokban és szórakoztató műsorokban. Az ételt gyakran használják evő versenyeken is, mivel miután a résztvevők gyorsan megették az arcuk és szájuk maszatos lesz a fekete bab pasztától, amit szórakoztatónak találnak. Az Élősködők című filmben a Ccsaphagetti nevű változatot készítik el.